# BMW-Werk Berlin

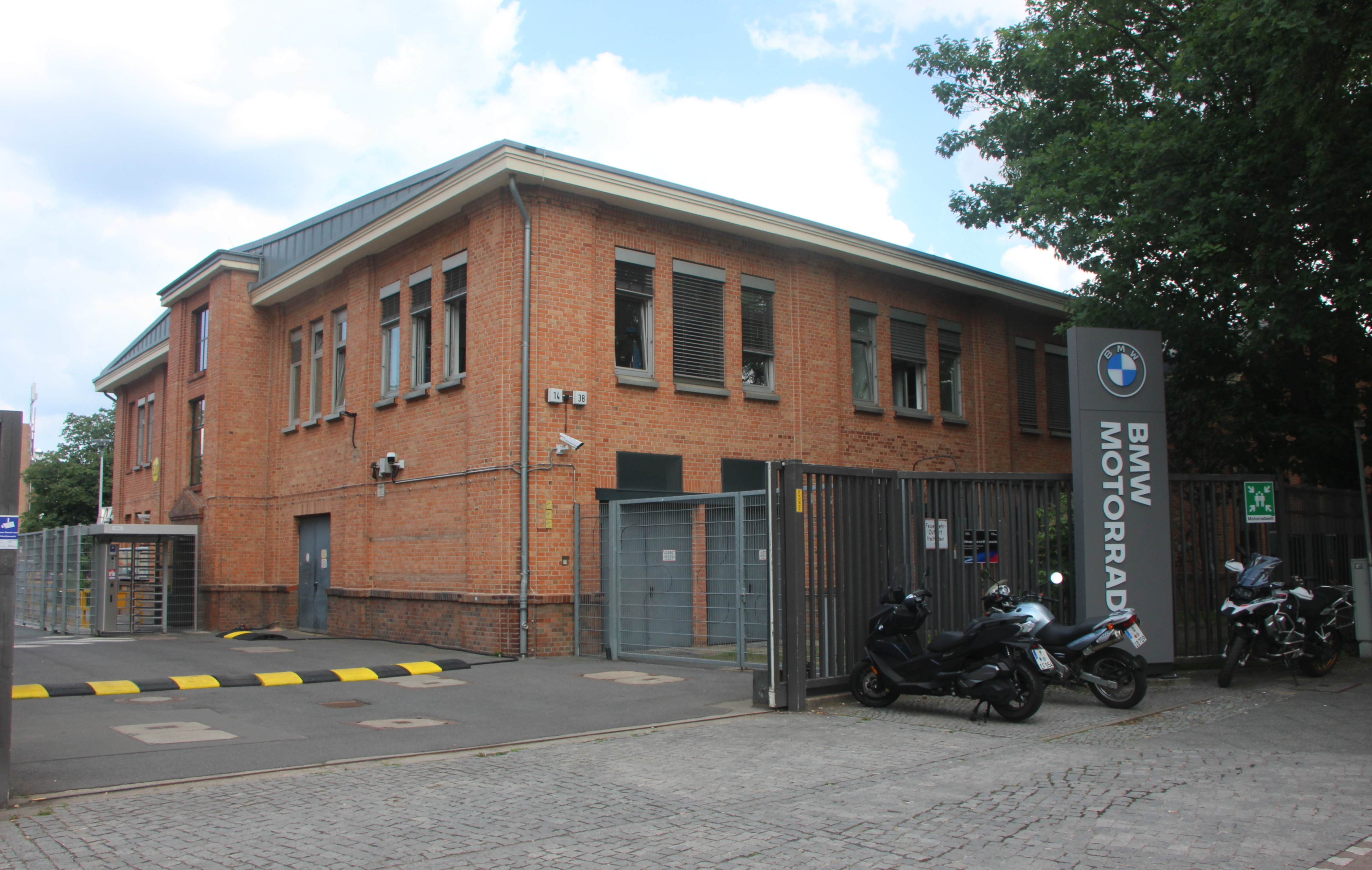
Teil vom BMW-Werk Berlin (gegenüber der BMW Motorrad Welt, 2024)

Das BMW-Werk Berlin ist das Stammwerk der Motorradsparte des Fahrzeugherstellers BMW in Berlin im Bezirk Spandau.

## Geschichte

### Flugmotoren 1928
1928 errichtete die Firma Siemens & Halske ein Flugmotorenwerk im Berliner Ortsteil Haselhorst und stellte dort Sternmotoren her. 1936 wurde der Geschäftszweig als Brandenburgische Motorenwerke GmbH (Bramo) von Siemens ausgegliedert. BMW kaufte 1939 die Bramo und fertigte bis Kriegsende auf dem Gelände Flugmotoren wie den BMW 132, ein Neun-Zylinder-Sternmotor für die Junkers Ju 52/3m.

### Motorräder 1949

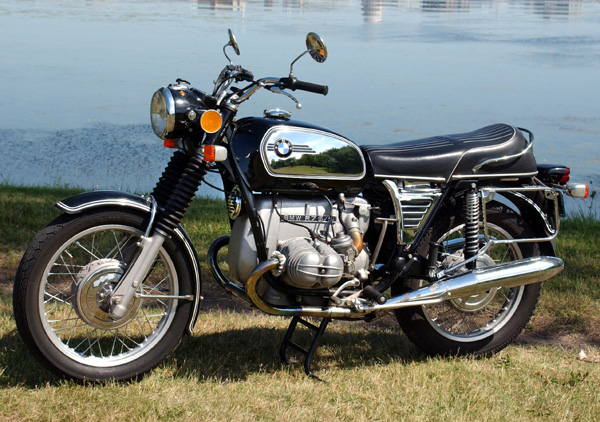
Modell R75-600, Baujahr 1970–73

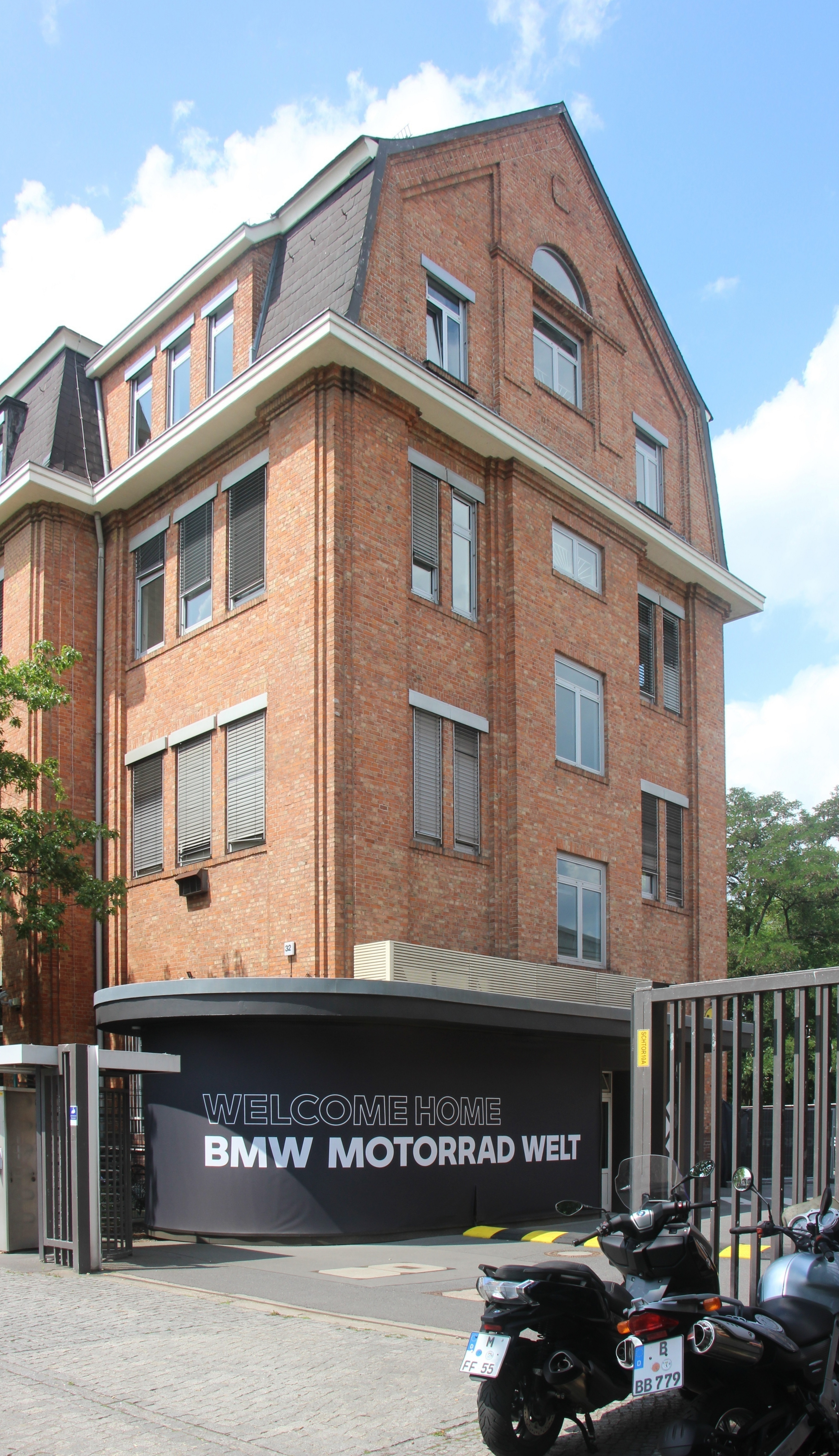
BMW Motorrad Welt

1949 begann die Fertigung von Motorradteilen für das Münchner Stammwerk. Als Ende der 1960er die steigenden Produktionszahlen der Kfz-Sparte in München eine Verlegung der Motorradproduktion erforderlich machte, fiel die Wahl auf das Berliner Zulieferwerk. 1969 startete die Endmontage von BMW R 60/2 in Spandau. 1969 produzierten 400 Mitarbeiter täglich 30 Motorräder der Modellreihe /5.
Das Spandauer Werk ist außerdem ein bedeutendes Zulieferwerk für die Pkw-Produktion von BMW. Seit 1979 werden dort unter anderem sämtliche Bremsscheiben für alle Pkw-Modelle von BMW produziert.
Zwischen 1999 und 2003 baute das Werk Berlin seine Fertigungskapazitäten aus. 2003 eröffnete die neue Montagehalle 7 und ein Jahr später die neue Lackiererei mit automatisierter Lackieranlage. Am 30. November 2011 erhielt das Werk den Ludwig-Erhard-Preis für umfassende Unternehmensqualität.
Im Dezember 2012 erwarb BMW ein 39.000 Quadratmeter großes, benachbartes Areal von der Projektentwicklungsgesellschaft DIBAG Industriebau als Erweiterungsfläche. Die Abrissvorbereitungen für das darauf befindliche, unvollendete „Spandauer Tor“ an der Straße Am Juliusturm begannen Ende 2012.
Damit wurde der Produktionsstandort Berlin weiter ausgebaut. 2015 verkündet die BMW Group Investitionen von über 100 Millionen Euro in das Werk. Im Fokus der Investitionen standen der Ausbau der Lackiererei und ein neues Logistikzentrum.
Dieses wurde 2018 vollständig in Betrieb genommen und umfasst eine Fläche von 30.000 m² auf zwei Ebenen, die direkt mit den ebenfalls zweigeschossigen Montagehallen verbunden sind.
Im September 2023 zum 100-jährigen Jubiläum von BMW Motorrad eröffnete BMW im Beisein des Bundeskanzlers Olaf Scholz die BMW Motorrad Welt. Sie ist die Entsprechung der BMW Welt in München für PKW. In einem historischen Backsteingebäude sind auf einer Fläche von 1000 m² aktuelle und alte Maschinen ausgestellt.

## Produktion
2000 Mitarbeiter im Bereich der Motorradfertigung montieren täglich bis zu 800 Maschinen. Das Werk hat eine Gesamtfläche von 220.000 m² und unterteilt sich in die Geschäftsbereiche Mechanische Fertigung, Motorenmontage, Schweißerei, Lackiererei, Fahrzeugmontage, Qualitätsmanagement, Bremsscheiben und Logistik.
Optisch besonders charakteristisch für die BMW-Motorradproduktion sind die gelben „C-Haken“, welche in zwei Etagen an einem Schienensystem durch die zwei Montagehallen gleiten und auf denen die Motorräder die verschiedenen Fertigungsschritte durchlaufen. Die Motorradproduktion erfolgt zum großen Teil durch manuelle Arbeit. Sogar die Zierstreifen an den Motorrädern werden nach wie vor manuell aufgemalt. Die meisten Motorrad-Teile werden direkt im Werk gefertigt und montiert, die Fahrwerke werden hingegen von extern zugeliefert.
Das BMW-Werk Berlin bietet Führungen an, die Besuchern Einblicke in die Produktion von BMW-Motorrädern sowie in die Geschichte des Standorts ermöglichen. Es gibt zwei Varianten: eine 100-minütige Standardführung und eine 130-minütige erweiterte Führung.
- Standardführung: Diese Tour umfasst Besuche im Logistikcenter, den Montagehallen und der Endabnahme, wo Besucher den Fertigungsprozess der Motorräder erleben können. Zusätzlich werden Themen wie Elektromobilität und Konnektivität behandelt.
- Erweiterte Führung: Sie beinhaltet alle Stationen der Standardführung und bietet zusätzlich einen Einblick in die mechanische Produktion, wo Motorteile hergestellt werden.

Die Führungen finden an ausgewählten Tagen von Montag bis Freitag statt. Termine werden drei Monate im Voraus auf der offiziellen Website veröffentlicht. Die Gruppengröße ist auf maximal 15 Personen begrenzt, und die Touren werden in Deutsch und Englisch angeboten.

## Jubiläen
Drei Jahre nach Produktionsbeginn konnte 1970 in Berlin das 10.000 Motorrad ausgeliefert werden. 1991 wurde das einmillionste Motorrad produziert und als Spende dem DRK Berlin übergeben.
Zwanzig Jahre nach dem einmillionsten Motorrad lief am 6. Mai 2011 das Zweimillionste vom Band, eine BMW R 1200 GS K25 mit Sonderlackierung.
2019 feierte die BMW Motorrad Produktion am Standort Berlin ihr 50-jähriges Jubiläum und gleichzeitig rollte das dreimillionste Motorrad vom Band.